# Jacaranda copaia
Jacaranda copaia es una especie de bignoniácea arbórea del género Jacaranda, familia Bignoniaceae.
Es nativa de Bolivia, Brasil, Colombia, Ecuador, Guayana Francesa, Guyana, Perú, Surinam y Venezuela. Es una planta que tiene propiedades medicinales, además es utilizada para combustibles.

## Descripción
El árbol es semicaducifolio y produce flores morada azulada de agosto a noviembre. Los árboles jóvenes tienen un tronco largo sin ramas. Las hojas grandes crecen directamente desde la parte superior del tronco dándoles una apariencia similar a la de los helechos arborescentes, particularmente al Schizolobium parahyba inmaduro. Cuando madura, J. copaia crece de 30 a 35 metros (98 a 115 pies) y normalmente no tiene ramas en más del 50% de su altura. La parte superior consiste en una "corona en forma de jarrón" de ramas y hojas. El tronco mide aproximadamente 75 centímetros (30 pulgadas) de diámetro y tiene una corteza áspera de color gris oscuro.